# Assaf Amdurski
Assaf Amdurski   (Tel-Aviv, 30 de gener de 1971) és un cantant, compositor i productor musical Israelià. Amdurski va estar casat amb la cantautora i ballarina Michal Amdurski.
Amdurski va començar la seva carrera a Israel amb el grup "Taarovet Escot", format també per Amir "Jango" Rusianu i Yirmi Kaplan. Junts van publicar un àlbum l'any 1991. La banda es va dissoldre aviat, i tots els seus membres van emprendre carreres en solitari.
L'any 1994 va publicar el seu primer àlbum en solitari, epònim, del qual va compondre la majoria de les cançons. Ell mateix hi tocava la guitarra, les teclats, la percussió, el baix, l'harmònica, i la trompeta, i hi van col·laborar Karni Postel, Vered Klepter, Jonnie Shualy, i els seus amics de Taarovet Escot.
El seu segon àlbum, també epònim, va aparèixer l'any 1996. Hi experimentava amb arranjaments més orientats a teclats i pistes més llargues.
L'any 1999 Amdurski va publicar l'àlbum Menoim Shketim (motors silenciosos) amb la cançó "15 minuts," que va aconseguir un disc d'or. Hi apareixia un duo amb Eviatar Banai.
A mitjans anys 1990, Amdurski es va traslladar als Estats Units per seguir una carrera de DJ i de producció de música de ball. En equip amb Friburn & Urik va produir un remix pel seu single “You Got My Love” a Sub Culture Records. Es va associar amb el productor Omri Anghel, per formar "Hard Attack". El duo va publicar el seu primer single amb l'etiqueta Jellybean Recording, “Set Me Free”, que immediatament es va enfilar al top-20 de música ballable de Billboard .
De 1999 a 2002, Amdurski va publicar remescles i pistes originals com a productor en col·laboració amb el productor israelià Haim Laroz. De nou a Israel l'any 2000, Amdurski va publicar un àlbum en viu, que documenta un concert amb versions electròniques noves de les seves cançons primerenques. El mateix any 2000 va rebre el premi "Tamuz" com a “cantant israelià del d'any”, i l'Àlbum de l'any per a Motors Silenciosos.
El 2005 va produir un àlbum doble de versions de cançons israelianes dels anys 1980 amb un toc de música electrònica.
Amdurski va autopublicar l'àlbum Harei At (Tu Ets) l'any 2008, que també va ser disc d'or. Combinava 11 cançons noves de rock, pop i jazz, tractant els tema de l'amor i la companyonia.
El seu següent àlbum, Tsad Alef (Endavant i Endarrere) va sortir el 2011. Incloïa una cançó amb lletra de David Avidan i col·laboracions amb les cantautores Tom Darom, Rona Kenan i Karni Postel.
Amdursky també ha treballat com productor de la música de les pel·lícules (Les Tragèdies de Nina) (2003), Ahava Colombianit (Un amor colombià, 2004) i Lost Islands (2008). Per aquesta darrera va rebre el premi Ophir.